# Azara-Nachtaffe
Der Azara-Nachtaffe oder Südlicher Rotkehl-Nachtaffe (Aotus azarae), benannt nach Félix de Azara, ist eine Primatenart aus der Gruppe der Nachtaffen (Aotidae), innerhalb derer er zur südlichen Gruppe gezählt wird.

## Merkmale
Azara-Nachtaffen erreichen eine Kopfrumpflänge von ca. 33 Zentimeter und ein Gewicht von 990 bis 1580 Gramm. Ihr Schwanz ist lang und buschig und ebenso lang oder länger wie der Körper. Ihr Fell ist an der Oberseite graubraun gefärbt, der Bauch ist rötlichbraun. Der Kopf ist rundlich, die Ohren sind klein und im Fell verborgen. Wie bei allen Nachtaffen sind die Augen groß und braun, über und unter den Augen sind weiße Flecken vorhanden. Entlang des Gesichtes ziehen sich drei dunkle Streifen, einer über die Stirn bis zur Nase und jeweils einer außerhalb eines jeden Auges.

## Verbreitung und Lebensraum

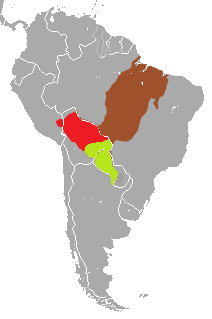
Das Verbreitungsgebiet des Azara-Nachtaffen
Bolivien-Nachtaffe
Brasilianischer Nachtaffe

Azara-Nachtaffen haben das südlichste Verbreitungsgebiete aller Nachtaffen. Sie kommen in Paraguay westlich des Río Paraguay, im südlichen Bolivien und im Osten der argentinischen Provinz Formosa vor. Ihr Lebensraum sind Wälder, wobei sie in unterschiedlichsten Waldtypen vorkommen können.

## Lebensweise
Azara-Nachtaffen sind im Gegensatz zu den übrigen Nachtaffen nicht ausschließlich nachtaktiv, sondern führen  eine kathemerale Lebensweise, das heißt, sie haben keinen ausgeprägten Tag-Nacht-Rhythmus. Das stellt möglicherweise eine Anpassung an die kalten Temperaturen in ihrem Lebensraum dar. Außerdem sind die großen, affenfressenden und tagaktiven Greifvögel, z. B. die Harpyie oder der Würgadler, im Lebensraum des Azara-Nachtaffen seltener als in den Verbreitungsgebieten der weiter nördlich vorkommenden Nachtaffen.
Azara-Nachtaffen sind Baumbewohner und bewegen sich entweder auf allen vieren oder springend fort. In den Ruhezeiten ziehen sie sich in Baumhöhlen oder ins Pflanzendickicht zurück. Sie sind territorial und verteidigen ihr Revier vehement gegen Artgenossen. Sie leben in kleinen Familiengruppen, die aus einem Männchen, einem Weibchen und dem gemeinsamen Nachwuchs bestehen. Sie sind monogam, das heißt die Partner bleiben oft lebenslang zusammen.
Ihre Nahrung besteht vorwiegend aus Früchten, daneben fressen sie Blätter, Samen und andere Pflanzenteile sowie Insekten, Spinnen und andere Kleintiere.
Nach einer rund 130-tägigen Tragzeit bringt das Weibchen ein einzelnes Jungtier zur Welt, Zwillinge sind selten. Nach den ersten Lebenstagen übernimmt der Vater die Hauptverantwortung für das Junge, er trägt es herum und schläft bei ihm und übergibt es der Mutter nur zum Säugen. Nach mehreren Monaten wird das Junge entwöhnt, nach rund zwei Jahren geschlechtsreif. Zu diesem Zeitpunkt verlässt es seine Geburtsgruppe.

## Gefährdung
Hauptgefährdung für den Azara-Nachtaffen stellt die Zerstörung ihres Lebensraums durch Waldrodungen dar, einen kleinen Anteil macht auch die Bejagung aus. Aufgrund ihres großen Verbreitungsgebietes gilt die Art laut IUCN aber als „nicht gefährdet“ (least concern).

## Systematik

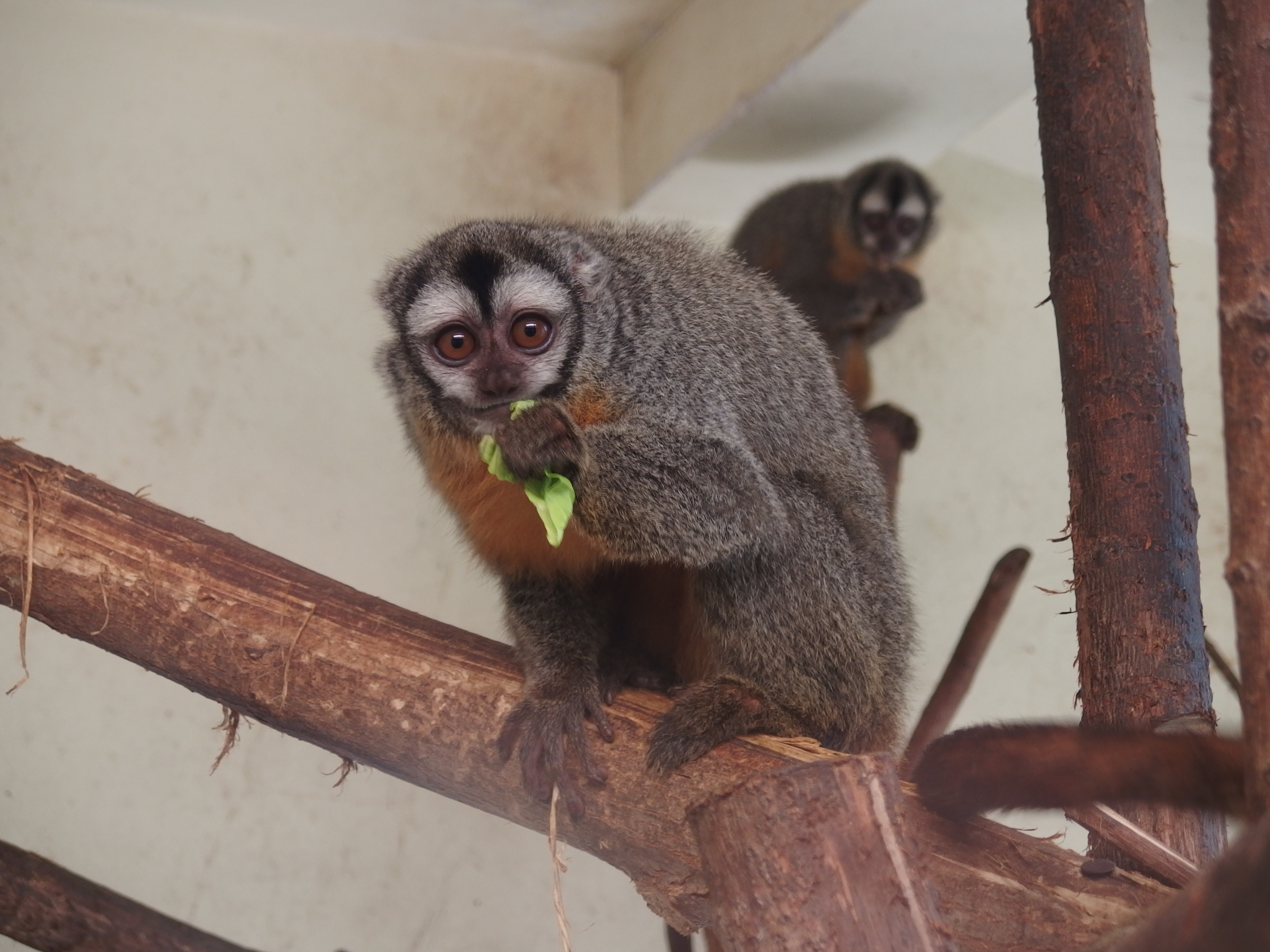
Aotus  boliviensis
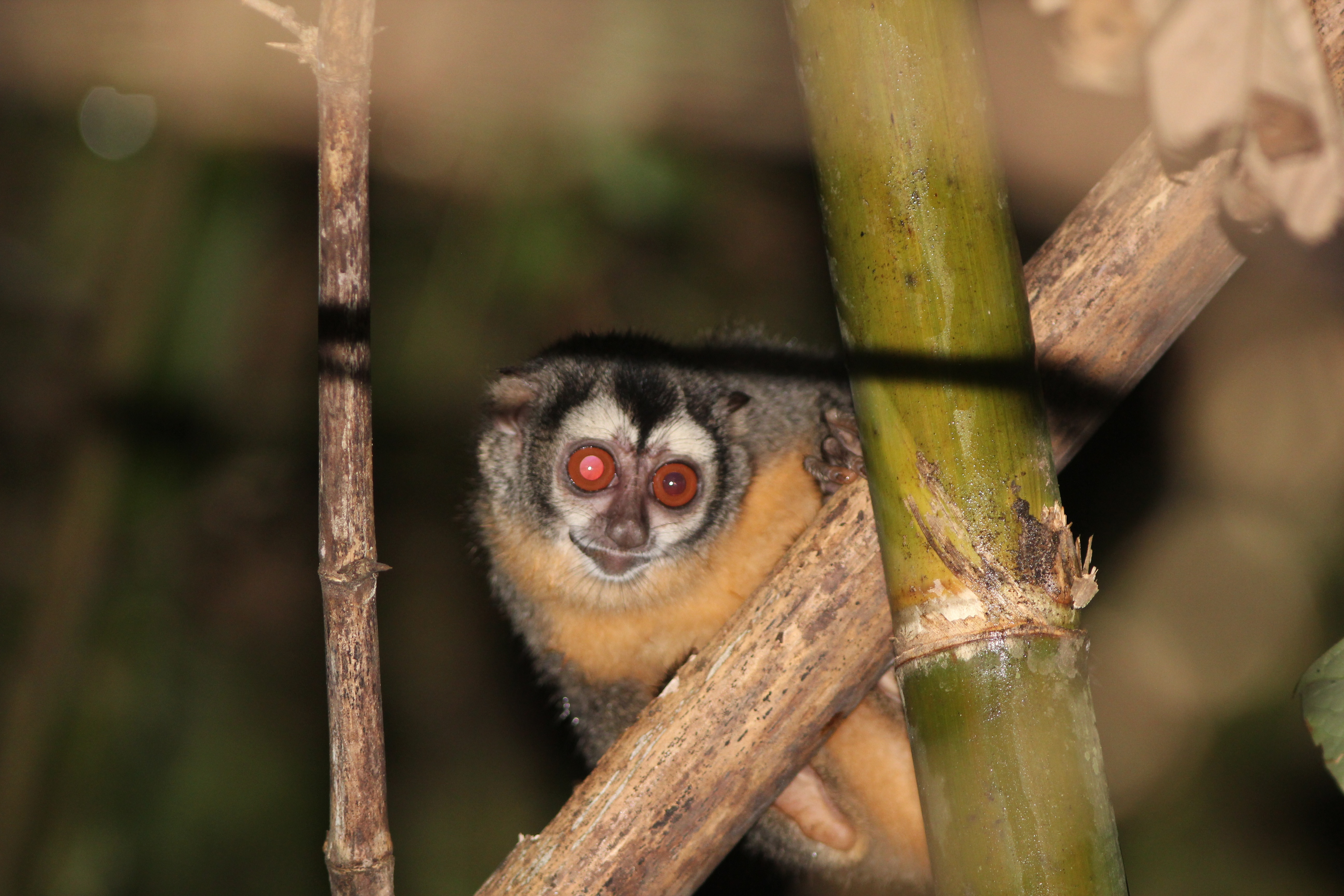
Aotus infulatus

Der Azara-Nachtaffe ist eine von vier Arten, die derzeit in der südlichen Gruppe der Nachtaffen anerkannt werden. Die Arten dieser Gruppe leben südlich des Amazonas und haben sich erst im Laufe des Pleistozän auseinanderentwickelt. Es wurden drei Unterarten unterschieden, neben der Nominatform Aotus azarae azarae in Paraguay und Nordargentinien, A. a. boliviensis in Bolivien und Ostperu und A. a. infulatus in Brasilien. Im Rahmen einer Studie zur Systematik und Biogeografie der Nachtaffen bekamen die Unterarten im Februar 2022 den Status eigenständiger Arten.
Der Azara-Nachtaffe ist nach dem spanischen Naturforscher Félix de Azara benannt.